# چیلیلی (نیو مکزیکو)
چیلیلی (به انگلیسی: Chilili) یک منطقهٔ مسکونی در ایالات متحده آمریکا است که در شهرستان برنالیو، نیومکزیکو واقع شده‌است. چیلیلی ۲٫۶ کیلومتر مربع مساحت و ۱۳۷ نفر جمعیت دارد و ۲٬۰۷۷ متر بالاتر از سطح دریا واقع شده‌است.